# Troisième problème de Hilbert

Illustration de l'invariant de Dehn

Le troisième problème de Hilbert est l'un des 23 problèmes de Hilbert. Considéré comme le plus facile, il traite de la géométrie des polyèdres. 

Étant donnés deux polyèdres de même volume, est-il possible de découper le premier polyèdre en un nombre fini de polyèdres et de les rassembler pour former le second polyèdre ?
David Hilbert conjectura que ce n'était pas toujours vrai. Ce fut confirmé dans l'année par son élève, Max Dehn, qui fournit un contre-exemple. 
Pour le problème analogue concernant les polygones, la réponse est affirmative. Le résultat est connu sous le nom du théorème de Wallace-Bolyai-Gerwien.

## Réponse de Dehn
Dehn utilise l'algèbre pour nier la possibilité du découpage. Lorsque le premier polyèdre peut être effectivement découpé en un nombre fini de polyèdres qui se rassemblent pour former le second, les polyèdres sont dits congruents.
À chaque polyèdre P, on associe une valeur D(P), appelée « invariant de Dehn », telle que D est additive : si P se découpe par section par un unique plan en deux polyèdres P1 et P2, D(P) = D(P1) + D(P2).
Par conséquent :

si deux polyèdres P et Q sont congruents, alors ils ont le même invariant de Dehn.
Or le cube a un invariant de Dehn nul, tandis que le tétraèdre régulier a un invariant de Dehn non nul. Ces deux polyèdres ne sont donc pas congruents.
L'invariant se définit sur les longueurs et les angles dièdres. Observons :
- un découpage par un plan divise les longueurs de certaines arêtes en deux. Il faut donc que l'invariant soit additif en ces longueurs ;
- de même, si un polyèdre est divisé selon une arête, l'angle dièdre correspondant est coupé en deux. Il faut donc que l'invariant soit additif en ces angles ;
- enfin, le découpage fait apparaître de nouvelles arêtes ; donc des nouvelles longueurs, et des nouveaux angles dièdres supplémentaires. Ces contributions doivent s'annuler. C'est pour cela que l'on va quotienter par {\displaystyle \pi } le second membre du produit tensoriel suivant.

L'invariant de Dehn se définit comme un élément du produit tensoriel sur {\displaystyle \mathbb {Z} } de deux {\displaystyle \mathbb {Z} }-modules : le groupe additif {\displaystyle \mathbb {R} } des réels et le quotient {\displaystyle \mathbb {R} /\pi \mathbb {Z} }.
{\displaystyle \operatorname {D} (P)=\sum _{e}l(e)\otimes (\theta (e)+\mathbb {Z} \pi )} où {\displaystyle l(e)} est la longueur de l'arête {\displaystyle e}, {\displaystyle \theta (e)} est l'angle dièdre entre les faces adjacentes à {\displaystyle e}, et la somme est prise sur toutes les arêtes {\displaystyle e} du polyèdre.

## Au-delà du problème de Hilbert
Jean-Pierre Sydler (en) démontra en 1965 que deux polyèdres sont congruents si (et seulement si) ils ont même volume et même invariant de Dehn.
En 1990, Dupont et Sah en donnent une preuve simplifiée en le réinterprétant comme un théorème sur l'homologie de certains groupes classiques.

## Motivations
La formule du volume d'une pyramide était connue d'Euclide (proposition 7 du livre XII des Éléments) : 1/3 × aire de la base × hauteur. Mais contrairement à l'aire des triangles ou des parallélogrammes qui peuvent se comparer par simple découpage avec celle d'un rectangle, la démonstration du volume de la pyramide fait appel à la complexe méthode d'exhaustion, ancêtre du calcul intégral, et à l'axiome d'Archimède. Gauss le déplora dans l'une de ses lettres adressées à Christian Gerling.